# 알리 카푸

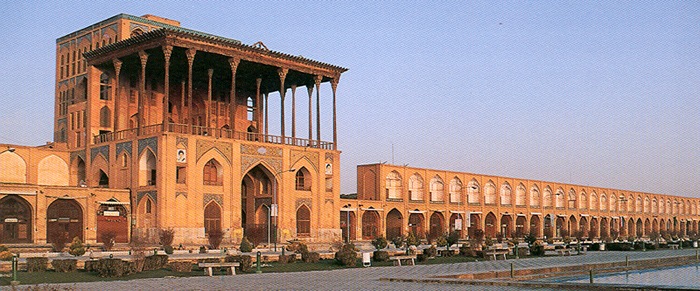
알리 카푸

알리 카푸(페르시아어: عالی‌قاپو, 오스만 튀르크어: Âli Qapı)는 이란 이스파한에 있는 17세기 사파비 왕조의 아바스 1세 때 지어진 궁전이다.